# Flèche wallonne 2012
Cet article traite uniquement de la compétition masculine. Pour les résultats de la compétition féminine, voir Flèche wallonne féminine.
La 76e édition de la Flèche wallonne a eu lieu le 18 avril 2012. Il s'agit de la 12e épreuve de l'UCI World Tour 2012. La course a été remportée par l'Espagnol Joaquim Rodríguez (Katusha) devant le Suisse Michael Albasini (GreenEDGE) et le Belge Philippe Gilbert (BMC Racing).

## Présentation

### Parcours
Par rapport à 2011, les côtes d'Ahin et d'Ereffe sont remplacées par les côtes d'Amay et de Villers-le-Bouillet.
Au niveau de la distance, il s'agit de l'édition la plus courte depuis 1961.
| Num | Nom                         | Kilomètre | Longueur (m) | Pente moyenne | Kilomètre de l'arrivée |
| --- | --------------------------- | --------- | ------------ | ------------- | ---------------------- |
| 1   | Mur de Huy                  | 70,5      | 1 300        | 9,3 %         | 123,5                  |
| 2   | Côte de Peu d'Eau           | 110       | 2 700        | 3,9 %         | 84                     |
| 3   | Côte de Haut-Bois           | 115,5     | 1 600        | 4,8 %         | 78,5                   |
| 4   | Côte de Groynne             | 141       | 2 000        | 3,5 %         | 53                     |
| 5   | Côte de Bohissau            | 147       | 13 00        | 7,6 %         | 47                     |
| 6   | Côte de Bousalle            | 150       | 1 700        | 4,9 %         | 44                     |
| 7   | Mur de Huy (2e passage)     | 163       | 1 300        | 9,3 %         | 31                     |
| 8   | Côte d'Amay                 | 179,5     | 1 500        | 7,4 %         | 14,5                   |
| 9   | Côte de Villers-le-Bouillet | 185,5     | 1 200        | 7,5 %         | 8,5                    |
| 10  | Mur de Huy (3e passage)     | 194       | 1 300        | 9,3 %         | arrivée                |

### Équipes
L'organisateur a communiqué une liste de sept équipes invitées le 29 février 2012. 25 équipes participent à cette Flèche wallonne - 18 ProTeams et 7 équipes continentales professionnelles :
| Nom de l'équipe         | Pays        | Code |
| ----------------------- | ----------- | ---- |
| AG2R La Mondiale        | France      | ALM  |
| Astana                  | Kazakhstan  | AST  |
| BMC Racing              | États-Unis  | BMC  |
| Euskaltel-Euskadi       | Espagne     | EUS  |
| FDJ-BigMat              | France      | FDJ  |
| Garmin-Barracuda        | États-Unis  | GRM  |
| GreenEDGE               | Australie   | GEC  |
| Katusha                 | Russie      | KAT  |
| Lampre-ISD              | Italie      | LAM  |
| Liquigas-Cannondale     | Italie      | LIQ  |
| Lotto-Belisol           | Belgique    | LTB  |
| Movistar                | Espagne     | MOV  |
| Omega Pharma-Quick Step | Belgique    | OPQ  |
| Rabobank                | Pays-Bas    | RAB  |
| RadioShack-Nissan       | Luxembourg  | RNT  |
| Saxo Bank               | Danemark    | SAX  |
| Sky                     | Royaume-Uni | SKY  |
| Vacansoleil-DCM         | Pays-Bas    | VCD  |

| Nom de l'équipe               | Pays       | Code |
| ----------------------------- | ---------- | ---- |
| Accent Jobs-Willems Veranda's | Belgique   | ACC  |
| Argos-Shimano                 | Pays-Bas   | ARG  |
| Colombia-Coldeportes          | Colombie   | COL  |
| Landbouwkrediet-Euphony       | Belgique   | LAN  |
| Saur-Sojasun                  | France     | SAU  |
| Topsport Vlaanderen-Mercator  | Belgique   | TSV  |
| Type 1-Sanofi                 | États-Unis | TT1  |

### Favoris
Le Belge, tenant du titre, Philippe Gilbert (BMC Racing) et l'un des favoris à sa succession. Cependant d'autres favoris sont à prendre en compte comme les Espagnols Joaquim Rodríguez (Katusha), deux fois second lors des deux dernières éditions, et Alejandro Valverde (Movistar) vainqueur en 2006. Un autre favori se dégage en la personne du Belge Jelle Vanendert (Lotto-Belisol) 2e de la dernière Amstel Gold Race.
Parmi les outsiders, on notera la présence des Italiens Rinaldo Nocentini (AG2R La Mondiale) et Enrico Gasparotto (Astana) vainqueur trois jours plus tôt de l'Amstel Gold Race, des Espagnols Igor Antón (Euskaltel-Euskadi), Óscar Freire et Daniel Moreno (Katusha), des Néerlandais Wout Poels (Vacansoleil-DCM), Robert Gesink et Bauke Mollema (Rabobank), du Canadien Ryder Hesjedal (Garmin-Barracuda), du Suisse Michael Albasini (GreenEDGE) et du Luxembourgeois Fränk Schleck (RadioShack-Nissan).
Parmi les absents, notons les Australiens Cadel Evans (BMC Racing) victime d'une chute lors de l'Amstel Gold Race et Simon Gerrans (GreenEDGE), le Français Thomas Voeckler (Europcar), récent 5e sur les pentes du Cauberg et vainqueur de la Flèche brabançonne dont l'équipe n'a pas demandé de Wild-Card, l'Espagnol Samuel Sánchez (Euskaltel-Euskadi) qui a souhaité faire l'impasse sur cette classique ardennaise, l'Italien Damiano Cunego (Lampre-ISD) ainsi que le Slovaque Peter Sagan (Liquigas-Cannondale).

## Récit de la course
L'échappée matinale est reprise à douze kilomètres de l'arrivée. Ryder Hesjedal et Petter Nordhaug partent ensuite, mais ils sont rattrapés dans les premières pentes du mur de Huy. Joaquin Rodriguez place une accélération puissante à la moitié de l'ascension. Il distance aisément le reste du peloton et s'impose avec une grande avance. Derrière lui, Michael Albasini termine en tête d'un petit groupe qu'il compose avec Philippe Gilbert, qui termine troisième, et Jelle Vanendert. Le reste du peloton termine plus loin en petits groupes dispersés.

## Classement final
|    | Coureur               | Équipe              |    | Temps           | Points UCI |
| -- | --------------------- | ------------------- | -- | --------------- | ---------- |
| 1  | Joaquim Rodríguez     | Katusha             | en | 4 h 45 min 41 s | 80         |
| 2  | Michael Albasini      | GreenEDGE           | +  | 4 s             | 60         |
| 3  | Philippe Gilbert      | BMC Racing          |    | 4 s             | 50         |
| 4  | Jelle Vanendert       | Lotto-Belisol       |    | 4 s             | 40         |
| 5  | Robert Kišerlovski    | Astana              |    | 7 s             | 30         |
| 6  | Daniel Martin         | Garmin-Barracuda    |    | 9 s             | 22         |
| 7  | Bauke Mollema         | Rabobank            |    | 9 s             | 14         |
| 8  | Vincenzo Nibali       | Liquigas-Cannondale |    | 9 s             | 10         |
| 9  | Diego Ulissi          | Lampre-ISD          |    | 9 s             | 6          |
| 10 | Jurgen Van den Broeck | Lotto-Belisol       |    | 11 s            | 2          |

### Prix des monts
|   | Cycliste          | Équipe                       | Points |
| - | ----------------- | ---------------------------- | ------ |
| 1 | Dirk Bellemakers  | Landbouwkrediet-Euphony      | 28     |
| 2 | Anthony Roux      | FDJ-BigMat                   | 15     |
| 3 | Tom-Jelte Slagter | Rabobank                     | 4      |
| 4 | Ryder Hesjedal    | Garmin-Barracuda             | 4      |
| 5 | Joaquim Rodríguez | Katusha                      | 4      |
| 6 | Sander Armée      | Topsport Vlaanderen-Mercator | 4      |

## Liste des participants
- Liste de départ complète

| Légende | Légende                                                          | Légende | Légende                                          |
| ------- | ---------------------------------------------------------------- | ------- | ------------------------------------------------ |
| Num     | Dossard de départ porté par le coureur sur cette Flèche wallonne | Pos     | Position à l'arrivée de la course                |
| NP      | Indique un coureur qui n'a pas pris le départ de la course       | AB      | Indique un coureur qui n'a pas terminé la course |
| HD      | Indique un coureur qui a terminé la course hors des délais       |         |                                                  |

| BMC Racing BMC | BMC Racing BMC                                | BMC Racing BMC |
| -------------- | --------------------------------------------- | -------------- |
| Num            | Coureur                                       | Pos            |
| 1              | Philippe Gilbert (BEL) → Champion de Belgique | 3e             |
| 2              | Brent Bookwalter (USA)                        | 72e            |
| 4              | Martin Kohler (SUI)                           | 120e           |
| 5              | Klaas Lodewyck (BEL)                          | 119e           |
| 6              | Mauro Santambrogio (ITA)                      | 61e            |
| 7              | Greg Van Avermaet (BEL)                       | 40e            |
| 8              | Tejay van Garderen (USA)                      | 74e            |
| 10             | Michael Schär (SUI)                           | 96e            |

| Katusha KAT | Katusha KAT             | Katusha KAT |
| ----------- | ----------------------- | ----------- |
| Num         | Coureur                 | Pos         |
| 11          | Joaquim Rodríguez (ESP) | 1er         |
| 12          | Xavier Florencio (ESP)  | AB          |
| 13          | Óscar Freire (ESP)      | 83e         |
| 14          | Alberto Losada (ESP)    | AB          |
| 15          | Daniel Moreno (ESP)     | 24e         |
| 16          | Yury Trofimov (RUS)     | 84e         |
| 17          | Ángel Vicioso (ESP)     | 85e         |
| 18          | Eduard Vorganov (RUS)   | 88e         |

| Euskaltel-Euskadi EUS | Euskaltel-Euskadi EUS       | Euskaltel-Euskadi EUS |
| --------------------- | --------------------------- | --------------------- |
| Num                   | Coureur                     | Pos                   |
| 21                    | Igor Antón (ESP)            | 17e                   |
| 22                    | Jorge Azanza (ESP)          | 102e                  |
| 23                    | Peio Bilbao (ESP)           | 44e                   |
| 24                    | Ricardo García Ambroa (ESP) | 141e                  |
| 25                    | Gorka Izagirre (ESP)        | AB                    |
| 26                    | Egoi Martínez (ESP)         | 79e                   |
| 27                    | Rubén Pérez (ESP)           | AB                    |
| 28                    | Romain Sicard (FRA)         | 51e                   |

| Omega Pharma-Quick Step OPQ | Omega Pharma-Quick Step OPQ | Omega Pharma-Quick Step OPQ |
| --------------------------- | --------------------------- | --------------------------- |
| Num                         | Coureur                     | Pos                         |
| 31                          | Martin Velits (SVK)         | 108e                        |
| 32                          | Marco Bandiera (ITA)        | AB                          |
| 33                          | Kevin De Weert (BEL)        | 62e                         |
| 34                          | Dries Devenyns (BEL)        | 36e                         |
| 35                          | Michał Gołaś (POL)          | 82e                         |
| 36                          | Michał Kwiatkowski (POL)    | AB                          |
| 37                          | Jérôme Pineau (FRA)         | 41e                         |
| 38                          | Julien Vermote (BEL)        | 135e                        |

| Liquigas-Cannondale LIQ | Liquigas-Cannondale LIQ | Liquigas-Cannondale LIQ |
| ----------------------- | ----------------------- | ----------------------- |
| Num                     | Coureur                 | Pos                     |
| 41                      | Vincenzo Nibali (ITA)   | 8e                      |
| 42                      | Stefano Agostini (ITA)  | 129e                    |
| 43                      | Federico Canuti (ITA)   | 93e                     |
| 44                      | Damiano Caruso (ITA)    | AB                      |
| 45                      | Moreno Moser (ITA)      | 94e                     |
| 46                      | Dominik Nerz (GER)      | 78e                     |
| 47                      | Maciej Paterski (POL)   | 64e                     |
| 48                      | Daniele Ratto (ITA)     | AB                      |

| Sky SKY | Sky SKY                    | Sky SKY |
| ------- | -------------------------- | ------- |
| Num     | Coureur                    | Pos     |
| 51      | Rigoberto Urán (COL)       | AB      |
| 52      | Davide Appollonio (ITA)    | AB      |
| 53      | Sergio Henao (COL)         | 14e     |
| 54      | Thomas Lövkvist (SWE)      | AB      |
| 55      | Lars Petter Nordhaug (NOR) | 53e     |
| 56      | Salvatore Puccio (ITA)     | 59e     |
| 57      | Luke Rowe (GBR)            | 138e    |
| 58      | Xabier Zandio (ESP)        | 118e    |

| GreenEDGE GEC | GreenEDGE GEC                            | GreenEDGE GEC |
| ------------- | ---------------------------------------- | ------------- |
| Num           | Coureur                                  | Pos           |
| 61            | Michael Albasini (SUI)                   | 2e            |
| 62            | Fumiyuki Beppu (JPN) → Champion du Japon | 117e          |
| 63            | Simon Clarke (AUS)                       | 70e           |
| 64            | Daryl Impey (RSA)                        | AB            |
| 66            | Christian Meier (CAN)                    | 99e           |
| 67            | Travis Meyer (AUS)                       | 125e          |
| 68            | Wesley Sulzberger (AUS)                  | AB            |

| RadioShack-Nissan RNT | RadioShack-Nissan RNT                        | RadioShack-Nissan RNT |
| --------------------- | -------------------------------------------- | --------------------- |
| Num                   | Coureur                                      | Pos                   |
| 71                    | Fränk Schleck (LUX) → Champion du Luxembourg | 20e                   |
| 72                    | Jan Bakelants (BEL)                          | 49e                   |
| 73                    | Laurent Didier (LUX)                         | 114e                  |
| 74                    | Ben Hermans (BEL)                            | AB                    |
| 75                    | Christopher Horner (USA)                     | 42e                   |
| 76                    | Maxime Monfort (BEL)                         | 30e                   |
| 77                    | Andy Schleck (LUX)                           | 81e                   |
| 78                    | Jens Voigt (GER)                             | AB                    |

| Movistar MOV | Movistar MOV                                  | Movistar MOV |
| ------------ | --------------------------------------------- | ------------ |
| Num          | Coureur                                       | Pos          |
| 81           | Alejandro Valverde (ESP)                      | 46e          |
| 82           | Rui Costa (POR)                               | 18e          |
| 83           | Imanol Erviti (ESP)                           | 116e         |
| 84           | Vasil Kiryienka (BLR)                         | 50e          |
| 85           | Pablo Lastras (ESP)                           | 87e          |
| 86           | Ángel Madrazo (ESP)                           | 131e         |
| 87           | José Joaquín Rojas (ESP) → Champion d'Espagne | 45e          |
| 88           | Giovanni Visconti (ITA) → Champion d'Italie   | 55e          |

| Vacansoleil-DCM VCD | Vacansoleil-DCM VCD                              | Vacansoleil-DCM VCD |
| ------------------- | ------------------------------------------------ | ------------------- |
| Num                 | Coureur                                          | Pos                 |
| 92                  | Stefan Denifl (AUT)                              | 109e                |
| 93                  | Martijn Keizer (NED)                             | AB                  |
| 94                  | Sergueï Lagoutine (UZB) → Champion d'Ouzbékistan | 58e                 |
| 95                  | Bert-Jan Lindeman (NED)                          | AB                  |
| 96                  | Tomasz Marczyński (POL) → Champion de Pologne    | 89e                 |
| 97                  | Wout Poels (NED)                                 | 15e                 |
| 98                  | Rob Ruijgh (NED)                                 | 38e                 |
| 100                 | Frederik Veuchelen (BEL)                         | 90e                 |

| Rabobank RAB | Rabobank RAB            | Rabobank RAB |
| ------------ | ----------------------- | ------------ |
| Num          | Coureur                 | Pos          |
| 101          | Robert Gesink (NED)     | 22e          |
| 102          | Wilco Kelderman (NED)   | 73e          |
| 103          | Steven Kruijswijk (NED) | 63e          |
| 104          | Paul Martens (GER)      | 16e          |
| 105          | Bauke Mollema (NED)     | 7e           |
| 106          | Tom-Jelte Slagter (NED) | 47e          |
| 107          | Bram Tankink (NED)      | 97e          |
| 108          | Laurens ten Dam (NED)   | 56e          |

| Saur-Sojasun SAU | Saur-Sojasun SAU         | Saur-Sojasun SAU |
| ---------------- | ------------------------ | ---------------- |
| Num              | Coureur                  | Pos              |
| 111              | Julien Simon (FRA)       | 19e              |
| 112              | Jérôme Coppel (FRA)      | 65e              |
| 113              | Anthony Delaplace (FRA)  | 66e              |
| 114              | Brice Feillu (FRA)       | 28e              |
| 115              | Jérémie Galland (FRA)    | 140e             |
| 116              | Jonathan Hivert (FRA)    | 103e             |
| 117              | David Le Lay (FRA)       | 133e             |
| 118              | Guillaume Levarlet (FRA) | 39e              |

| Lampre-ISD LAM | Lampre-ISD LAM                               | Lampre-ISD LAM |
| -------------- | -------------------------------------------- | -------------- |
| Num            | Coureur                                      | Pos            |
| 121            | Leonardo Bertagnolli (ITA)                   | 128e           |
| 122            | Yuriy Krivtsov (FRA)                         | AB             |
| 123            | Oleksandr Kvachuk (UKR) → Champion d'Ukraine | AB             |
| 124            | Manuele Mori (ITA)                           | 35e            |
| 125            | Daniele Pietropolli (ITA)                    | 34e            |
| 126            | Alessandro Spezialetti (ITA)                 | 126e           |
| 127            | Simone Stortoni (ITA)                        | 67e            |
| 128            | Diego Ulissi (ITA)                           | 9e             |

| Type 1-Sanofi TT1 | Type 1-Sanofi TT1          | Type 1-Sanofi TT1 |
| ----------------- | -------------------------- | ----------------- |
| Num               | Coureur                    | Pos               |
| 131               | Julien El Fares (FRA)      | AB                |
| 132               | Rubens Bertogliati (SUI)   | 134e              |
| 133               | Daniele Colli (ITA)        | AB                |
| 134               | Alexander Efimkin (RUS)    | AB                |
| 135               | Jure Kocjan (SLO)          | AB                |
| 136               | Vegard Stake Laengen (NOR) | 76e               |
| 137               | Javier Mejías (ESP)        | AB                |
| 138               | Georg Preidler (AUT)       | 121e              |

| Astana AST | Astana AST               | Astana AST |
| ---------- | ------------------------ | ---------- |
| Num        | Coureur                  | Pos        |
| 141        | Enrico Gasparotto (ITA)  | 11e        |
| 142        | Dmitriy Fofonov (KAZ)    | 106e       |
| 143        | Francesco Gavazzi (ITA)  | AB         |
| 144        | Andriy Grivko (UKR)      | 86e        |
| 145        | Maxim Iglinskiy (KAZ)    | 13e        |
| 146        | Robert Kišerlovski (CRO) | 5e         |
| 147        | Evgueni Petrov (RUS)     | AB         |
| 148        | Simone Ponzi (ITA)       | AB         |

| AG2R La Mondiale ALM | AG2R La Mondiale ALM         | AG2R La Mondiale ALM |
| -------------------- | ---------------------------- | -------------------- |
| Num                  | Coureur                      | Pos                  |
| 151                  | Rinaldo Nocentini (ITA)      | 12e                  |
| 152                  | Romain Bardet (FRA)          | 29e                  |
| 153                  | Maxime Bouet (FRA)           | 91e                  |
| 154                  | Mikaël Cherel (FRA)          | 54e                  |
| 155                  | Ben Gastauer (LUX)           | AB                   |
| 156                  | Sébastien Minard (FRA)       | AB                   |
| 157                  | Jean-Christophe Péraud (FRA) | AB                   |
| 158                  | Christophe Riblon (FRA)      | AB                   |

| Argos-Shimano ARG | Argos-Shimano ARG         | Argos-Shimano ARG |
| ----------------- | ------------------------- | ----------------- |
| Num               | Coureur                   | Pos               |
| 161               | Alexandre Geniez (FRA)    | 25e               |
| 162               | Yukihiro Doi (JPN)        | 100e              |
| 163               | Johannes Fröhlinger (GER) | 101e              |
| 164               | Simon Geschke (GER)       | 57e               |
| 165               | Thierry Hupond (FRA)      | 98e               |
| 166               | Tobias Ludvigsson (SWE)   | 123e              |
| 167               | Matthieu Sprick (FRA)     | 136e              |
| 168               | Albert Timmer (NED)       | AB                |

| Garmin-Barracuda GRM | Garmin-Barracuda GRM        | Garmin-Barracuda GRM |
| -------------------- | --------------------------- | -------------------- |
| Num                  | Coureur                     | Pos                  |
| 171                  | Ryder Hesjedal (CAN)        | 21e                  |
| 172                  | Thomas Dekker (NED)         | 71e                  |
| 173                  | Alex Howes (USA)            | 130e                 |
| 174                  | Michel Kreder (NED)         | 104e                 |
| 175                  | Christophe Le Mével (FRA)   | 31e                  |
| 176                  | Daniel Martin (IRL)         | 6e                   |
| 177                  | Christian Vande Velde (USA) | 95e                  |
| 178                  | Fabian Wegmann (GER)        | 26e                  |

| Topsport Vlaanderen-Mercator TSV | Topsport Vlaanderen-Mercator TSV | Topsport Vlaanderen-Mercator TSV |
| -------------------------------- | -------------------------------- | -------------------------------- |
| Num                              | Coureur                          | Pos                              |
| 181                              | Sander Armée (BEL)               | 124e                             |
| 182                              | Tim Declercq (BEL)               | AB                               |
| 183                              | Pieter Jacobs (BEL)              | 77e                              |
| 185                              | Pieter Serry (BEL)               | 37e                              |
| 186                              | Preben Van Hecke (BEL)           | AB                               |
| 187                              | Arthur Vanoverberghe (BEL)       | 143e                             |
| 189                              | Laurens De Vreese (BEL)          | 69e                              |
| 190                              | Jelle Wallays (BEL)              | 139e                             |

| Lotto-Belisol LTB | Lotto-Belisol LTB           | Lotto-Belisol LTB |
| ----------------- | --------------------------- | ----------------- |
| Num               | Coureur                     | Pos               |
| 191               | Jelle Vanendert (BEL)       | 4e                |
| 192               | Brian Bulgaç (NED)          | AB                |
| 193               | Bart De Clercq (BEL)        | AB                |
| 194               | Francis De Greef (BEL)      | 75e               |
| 196               | Jurgen Van de Walle (BEL)   | AB                |
| 197               | Jurgen Van den Broeck (BEL) | 10e               |
| 198               | Dennis Vanendert (BEL)      | AB                |
| 199               | Gaëtan Bille (BEL)          | 80e               |

| FDJ-BigMat FDJ | FDJ-BigMat FDJ          | FDJ-BigMat FDJ |
| -------------- | ----------------------- | -------------- |
| Num            | Coureur                 | Pos            |
| 201            | Pierrick Fédrigo (FRA)  | 52e            |
| 202            | Sandy Casar (FRA)       | AB             |
| 203            | Steve Chainel (FRA)     | AB             |
| 204            | Kenny Elissonde (FRA)   | AB             |
| 205            | Cédric Pineau (FRA)     | AB             |
| 206            | Anthony Roux (FRA)      | 105e           |
| 207            | Benoît Vaugrenard (FRA) | 60e            |
| 208            | Arthur Vichot (FRA)     | 23e            |

| Landbouwkrediet-Euphony LAN | Landbouwkrediet-Euphony LAN | Landbouwkrediet-Euphony LAN |
| --------------------------- | --------------------------- | --------------------------- |
| Num                         | Coureur                     | Pos                         |
| 211                         | Dirk Bellemakers (NED)      | 92e                         |
| 212                         | Davy Commeyne (BEL)         | AB                          |
| 213                         | Bert De Waele (BEL)         | 27e                         |
| 214                         | Sébastien Delfosse (BEL)    | AB                          |
| 215                         | Gilles Devillers (BEL)      | 142e                        |
| 216                         | Reinier Honig (NED)         | 137e                        |
| 217                         | Kurt Hovelijnck (BEL)       | 113e                        |
| 220                         | Egidijus Juodvalkis (LTU)   | AB                          |

| Accent Jobs-Willems Veranda's ACC | Accent Jobs-Willems Veranda's ACC | Accent Jobs-Willems Veranda's ACC |
| --------------------------------- | --------------------------------- | --------------------------------- |
| Num                               | Coureur                           | Pos                               |
| 221                               | Staf Scheirlinckx (BEL)           | AB                                |
| 222                               | Steven Caethoven (BEL)            | AB                                |
| 223                               | Oleg Chuzhda (UKR)                | AB                                |
| 224                               | Sjef De Wilde (BEL)               | AB                                |
| 225                               | Grégory Habeaux (BEL)             | 111e                              |
| 226                               | Kevyn Ista (BEL)                  | AB                                |
| 227                               | Jurgen Van Goolen (BEL)           | AB                                |
| 228                               | Arnoud van Groen (NED)            | 132e                              |

| Saxo Bank SAX | Saxo Bank SAX                               | Saxo Bank SAX |
| ------------- | ------------------------------------------- | ------------- |
| Num           | Coureur                                     | Pos           |
| 231           | Chris Anker Sørensen (DEN)                  | 68e           |
| 232           | Mads Christensen (DEN)                      | 115e          |
| 233           | Karsten Kroon (NED)                         | 43e           |
| 234           | Sérgio Paulinho (POR)                       | 107e          |
| 235           | Bruno Pires (POR)                           | 48e           |
| 236           | Nicki Sørensen (DEN) → Champion du Danemark | 33e           |
| 237           | David Tanner (AUS)                          | 122e          |
| 238           | Troels Vinther (DEN)                        | AB            |

| Colombia-Coldeportes COL | Colombia-Coldeportes COL | Colombia-Coldeportes COL |
| ------------------------ | ------------------------ | ------------------------ |
| Num                      | Coureur                  | Pos                      |
| 241                      | Esteban Chaves (COL)     | 127e                     |
| 242                      | Robinson Chalapud (COL)  | AB                       |
| 243                      | Fabio Duarte (COL)       | 32e                      |
| 244                      | Wilson Marentes (COL)    | 110e                     |
| 245                      | Víctor Hugo Peña (COL)   | AB                       |
| 246                      | Jeffry Romero (COL)      | 112e                     |
| 247                      | Juan Pablo Suárez (COL)  | AB                       |